# Maria da Graça Freire
Maria da Graça Freire (Porto de Muge, Benavente, 1918 — Lisboa, 1993) foi uma escritora portuguesa. Colaborou  na revista luso-brasileira Atlântico .
Era irmã de Natércia Freire, colaboradora do "Diário de Notícias".

## Obras
- Quando as vozes se calam (1945);
- As estrelas moram longe (1946);
- Joana Moledo (1949);
- A primeira viagem: romance (1952);
- O regresso de Bruno Santiago : através de terras da Estremadura (1956);
- Quinta estação (1957);
- A terra foi-lhe negada (1958);
- Os deuses não respondem : contas (1959);
- Bárbara Casanova: romance (195?)
- Talvez sejam vagabundos (1962);
- Nós descemos à cidade (1963);
- As noites de Salomão Fortunato : contos (1964);
- A primeira viagem  (1964);
- O rio era vermelho (1968);
- O inferno está mais perto (1970);
- Portugueses e negritude (1971);
- O amante : romance  (1976);
- Mousinho de Albuquerque : o homem e o mito (1980);
- Inventário: poemas (1982);
- O nosso tempo verde de nós dois : palavras (1990).